# Arne Wilhelmsen
Arne Wilhelmsen (Oslo, 15 de junio de 1929-Palma de Mallorca, 11 de abril de 2020), fue un empresario multimillonario noruego, cofundador de Royal Caribbean Cruises

## Biografía
Tras realizar un MBA en la Escuela de Negocios Harvard, trabajó como asistente en la empresa noruega EB Lund & Co. Posteriormente fue corredor marítimo en Nueva York. En 1954 se incorporó al negocio familiar Anders Wilhelmsen & Co AS, y en 1961 accedió a la presidencia de la empresa. En 1968 fundó Royal Caribbean Cruises Ltd.
Wilhelmsen estaba casado, tenía tres hijos y vivía en Oslo. Falleció a los noventa años en Palma de Mallorca,